# Houston-Gletscher
Der Houston-Gletscher ist ein Gletscher an der Wilkins-Küste des Palmerlands auf der Antarktischen Halbinsel. Er fließt von der Eielson-Halbinsel in nördlicher Richtung zum Smith Inlet.
Der United States Geological Survey kartierte ihn 1974. Das Advisory Committee on Antarctic Names benannte ihn 1976 nach Robert B. Houston von der United States Navy, Funker auf der Palmer-Station im Jahr 1973.